# Ван Хелден, Рул
Рул ван Хелден (нид. Roel Van Helden; род. 2 сентября 1980 г.) — голландский музыкант, известный в основном своей работой в качестве барабанщика немецкой пауэр-метал-группы Powerwolf.
Рул родился в 1980 году в маленькой деревне Лоттум в Нидерландах. Он начал играть на барабанах в 11 лет, вдохновленный своим старшим братом Руудом, и брал уроки у таких учителей, как Дункан Тилманс. В подростковом возрасте он играл в различных панк- и метал-группах. Когда ему было чуть больше двадцати, его музыкальная карьера стала более серьезной, когда он начал изучать игру на барабанах в консерватории в Тилбурге (Нидерланды). Рул гастролировал и записывал альбомы с группами Sun Caged, Delphian и Subsignal. Все это привело к тому, что в 2011 году он присоединился к немецкой метал-группе Powerwolf, которая с большим успехом проповедует Metal Mass по всему миру.

## Карьера
Он играл в DVPLO, Gramoxone, Marcel Coenen, My Favorite Scar, Subsignal и Sun Caged. В настоящее время он играет в Powerwolf, Delphian, Lites over Fenix и System Pilot.
Он присоединился к Powerwolf, заменив Тома Динера в 2011 году.
25 октября 2012 года он выпустил свой дебютный сольный альбом RvH.

## Дискография

### С Powerwolf
- Blood of the Saints (2011)
- Preachers of the Night (2013)
- Blessed & Possessed (2015)
- The Sacrament of Sin (2018)
- Call of the Wild (2021)
- Interludium (2023)
- Wake Up the Wicked (2024)

### С Delphian
- Demo (2004)
- Oracle (2005)
- Unravel (2007)

### С Lites over Fenix
From Dust E.P. (2008)

### С DVPLO
- Demo #1 (1998)
- Promo '98 (1998)
- Demo #2 (1999)
- Peaceful Easy End (2000)

### С Subsignal
- Beautiful & Monstrous (2009)
- Touchstones (2011)

### С Sun Caged
- Artemisia (2007)
- The Lotus Effect (2011)